# 六本木プリンスホテル
六本木プリンスホテル（ろっぽんぎプリンスホテル、Roppongi Prince Hotel）は、かつて東京都港区六本木3-2にあった西武グループ・プリンスホテル傘下のホテル。客室数 216室。開業当初は斬新なデザインの都市型ホテルとして注目されたが、バブル崩壊後の不況で客足が遠退き、2006年（平成18年）末に営業を終了した。

## 概要
六本木プリンスホテルは、1984年（昭和59年）9月27日に開業した。当時「麻布箪笥町」と呼ばれていた六本木三丁目の所在地にはフィンランド領事館が建っていたが、これをプリンスホテルが南麻布（旧麻布本村町）にあった旧麻布プリンスホテルの用地と等価交換する形で取得してホテルを新築したものである。

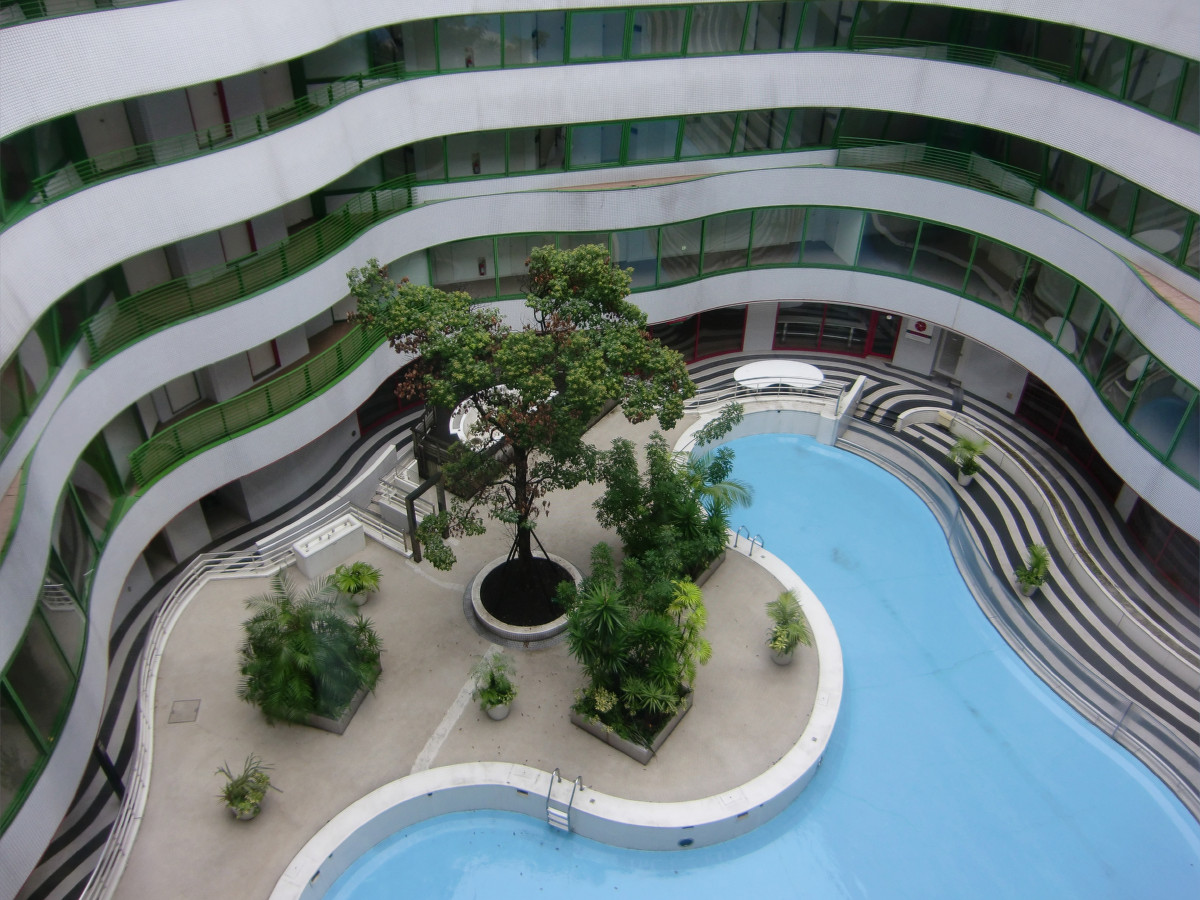
中庭温水プール（2010年）

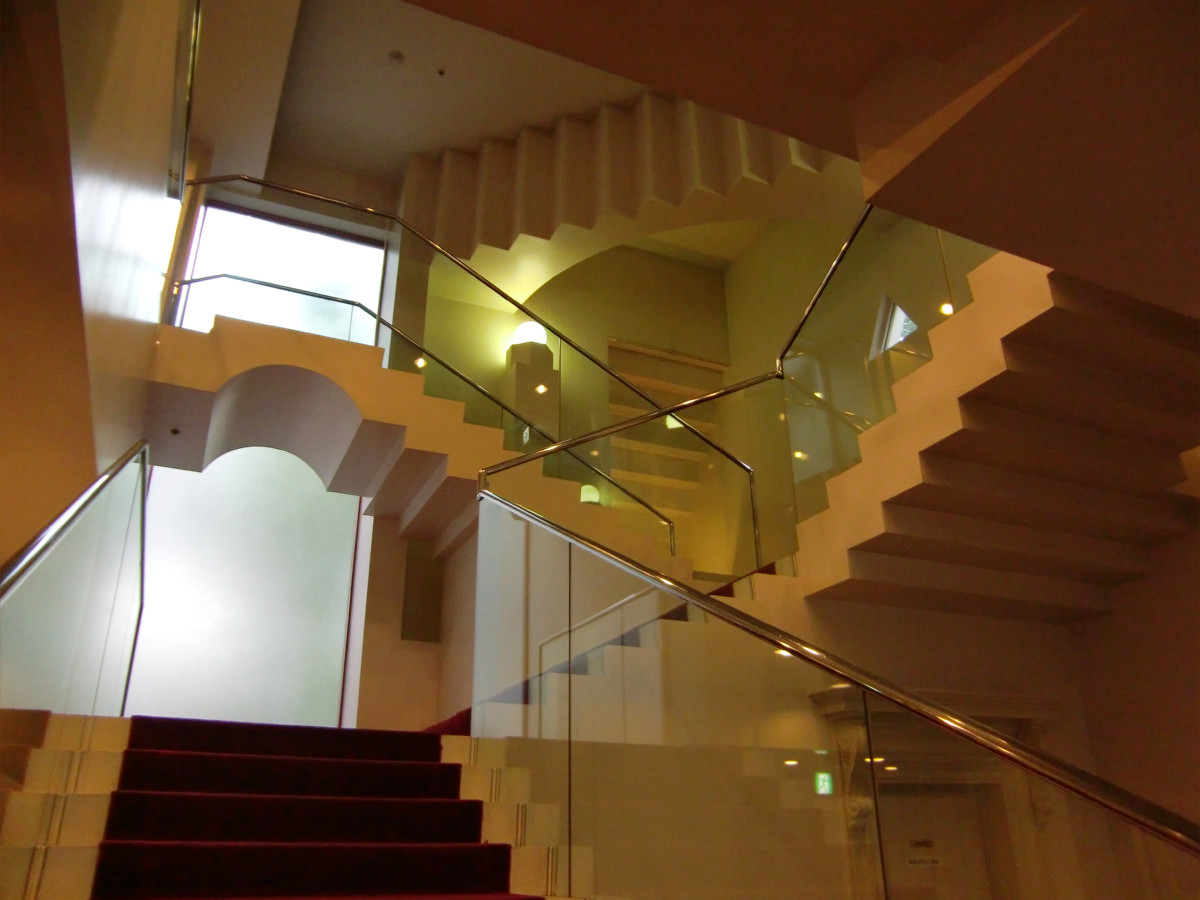
ロビー階段（2010年）

ホテルは表通りからはやや奥まった傾斜地にあった。開業当時の最寄駅だった営団地下鉄日比谷線の六本木駅からは六本木通りの下り坂を溜池方面に600m以上進む必要があり、ホテルへのアクセスは必ずしも良いものではなかった。
設計は黒川紀章で、六本木プリンスホテルはその斬新なデザインを売りにしていた。
建物は中庭を取り囲んだ口の字型で、中庭の大部分は複雑な曲線を描く屋外温水プールになっていた。通りに面した外側はほぼ正方形で落ち着いた外観を呈しつつ、内側は建物の外壁が入り組んだプールの縁を沿うようにうねる独特な意匠になっていた。内側に面した各階の廊下は総ガラス張りでどこからもプールを見下ろすことができたほか、プール自体も側面の一部が透明アクリル板で作られており、ロビーやレストランからはまるで水族館で水槽の魚を見るようにプールで泳いでいる者を見ることができた。

ロビー横の階段はエッシャーの不思議絵をモチーフにしたようなデザインになっており、これも六本木プリンスホテルの特徴の一つとなっていた。

## 営業終了とその後
開業から20余年を経た2006年（平成18年）、所有者だった西武鉄道は本ホテルを住友不動産に約407億円で売却、六本木ホテルは同年12月25日を最後に営業を終了した。住友不動産はこれをビジネスホテルに改装し、翌年1月31日、ヴィラフォンテーヌ六本木アネックスとして開業、この地区の再開発が始まるまでの期間限定で、2011年（平成23年）11月20日まで営業していた。跡地には2016年に住友不動産六本木グランドタワーが建ち、オフィス棟にテレビ東京の新本社が入居する。